# Nuredduna
Nuredduna és un personatge mitològic balear creat pel poeta Miquel Costa i Llobera. És una sibil·la, protagonista del poema èpic intitulat La deixa del geni grec.
El nom Nuredduna va ser encunyat pel mateix Costa i Llobera sobre la base de la paraula "nur", el significat del qual en llengües antigues de l'Orient s'associa amb el foc i la llum (نور).

## Història
El poema liriconarratiu La deixa del geni grec va ser escrit l'any 1900, a Pollença, pel poeta Miquel Costa i Llobera.
En aquest poema èpic es narra l'aventura d'uns grecs, desembarcats fa mil·lennis a Mallorca, a Bocchoris, prop del Port de Pollença. Amb ells, viatja un jove rapsoda, Melesigeni, un alter ego d'Homer. Així, es relata com aquests grecs són fets presoners per les tribus de foners nadiues de l'illa, que es disposen a sacrificar-los als talaiots propers a les coves d'Artà. Emperò una nit, la sacerdotessa mallorquina Nuredduna, enamorada del jove poeta Melesigeni, es decideix a alliberar-lo mentre els altres compatriotes són sacrificats als Déus. Entretant, amb l'apremi de la fugida, Melesigeni oblida dins la cova la seva lira. Serà aquesta la deixa del geni grec, el classicisme que fecundarà la cultura popular i donarà lloc a la poesia culta.

## Llegat i repercussió
El novembre del 1971, l'Ajuntament de Palma va decidir rendir homenatge al poeta Costa i Llobera, amb motiu del cinquantenari de la seva mort. La corporació municipal va encarregar a l'artista mallorquina Remigia Caubet la creació d'una escultura i monument al poeta pollencí. En l'actualitat, diversos carrers i edificis de les Balears porten el seu nom, entre d'altres, a Palma i Pollença. L'obra  Nuredduna (1947) és una òpera en llengua catalana, amb música d'Antoni Massana i Bertran i llibret de Miquel Forteza i Pinya. L'asteroide (16852) Nuredduna pertanyent al cinturó d'asteroides, regió del sistema solar que es troba entre les òrbites de Mart i Júpiter, deu el seu nom a la figura mitològica creada pel poeta Costa i Llobera.